# Pierre André Pourret
Pierre André Pourret (1754 - 1818) fou un botànic francès que va viure i va desenvolupar la seva activitat essencialment a Narbona, realitzant nombroses exploracions per França, Barcelona, Madrid i, finalment, a la ciutat d'Ourense, a Galícia.
Pierre André Pourret era un clergue, però va començar aviat la seva carrera de botànic, prospectant les regions al voltant de la seva ciutat natal de Narbona. Enviava els manuscrits d'investigació a l'Académie des sciences, inscriptions et belles-lettres de Toulouse. Durant la Revolució Francesa de 1789, Pourret es va exiliar a Espanya. Temps més tard degut a la xenofòbia envers els francesos durant la Guerra de la Independència Espanyola, una multitud enfurismada cremà l'herbari de Pourret. Dugué una vida fosca a Santiago de Compostel·la fins a la seva mort en 1818. Descrigué nombroses plantes, especialment d'espècies mediterrànies. A través de correspondència, ajuntà una enorme quantitat de plantes de tots els orígens, constituint un ric jardí botànic i un abundant herbari. Va ser un dels pioners en utilitzar el sistema de catalogació "binomial" de Carl von Linné. "L'esdeveniment clau va ser l'adopció per part de Linnaeus del nom binomial per a les espècies de plantes en el seu llibre Species Plantarum (1753)."
Ruiz i Pavón li van dedicar el gènere Pourretia de 1794, que després fou reanomenat a Puya, en particular l'espècie Pourretia lanuginosa (Puya lanuginosa), planta originària de Xile. El seu nom també s'associa a 1808 per Carl Ludwig Willdenow en l'espècie Agrostis pourretii. A la Universitat Complutense de Madrid, Facultat de Farmàcia es conserva el seu enorme herbari.

## Publicacions
- Pourret, P.A.(1781), Itineraire pour les Pyrénées
- Pourret, P.A.(1783), Projet d'une histoire générale de la famille des Cistes
- Pourret, P.A.(1784), Chloris Narbonensis
- Pourret, P.A.,Memoire sur divers volcans ėteints de la Catalogne, Palassou, Pierre Bernard (1823), Nouveaux mémoires pour servir à l'histoire naturelle des Pyrénées et des pays adjacents, Pau: Vignancour.